# Георгий III
Гео́ргий III или Гиорги III (груз. გიორგი III) (ум. 27 марта 1184) — царь Грузии (1156—1184) из династии Багратионов.
Георгий III был младшим сыном Деметре I — к моменту его воцарения в 1156 году сын его старшего брата Давида V царевич Деметре (Демна) был несовершеннолетним. При царе Георгии III разгорелась жестокая борьба за армянские земли. Царь неоднократно занимал Ани и древнюю столицу Армении Двин, но окончательное их присоединение к Грузинскому царству произошло при его дочери — царице Тамар.

## Восстание 1177 года
В 1177 году против Георгия III вспыхнуло крупное восстание. 
Царевич Демна (Деметре) пытался занять царский престол и в этом его поддерживал тесть — амирспасалар (главнокомандующий войсками) Грузии Иоанэ Орбели. К восставшим примкнула большая часть феодалов из восточной и южной Грузии, недовольная усилением царской власти. Восставшие намеревались захватить в плен находящегося за городом царя, но не добились цели. Георгий возвратился в Тбилиси и стал собирать вокруг себя своих сторонников. Одним из первых к царю явился командующий половецкой армией Кубасар с 500 воинов. 
В подавлении этого восстания Георгию III помогла армия ширваншаха Ахситана I. Несмотря на то, что в руках восставших была сосредоточена большая военная сила (около 30 тысяч человек), они колебались, надеясь на поддержку извне. Они даже разослали послов к мусульманским правителям и стали ждать от них помощи. Между тем Георгий взял инициативу в свои руки и атаковал восставших. 
При первом же столкновении ряды восставших дрогнули, между ними произошёл раскол, в результате чего часть их перешла на сторону царя. Царевич Демна и Иоанэ Орбели заперлись в армянской крепости Лори.
Царь осадил крепость, после чего восставшие были вынуждены сдаться царю. Георгий жестоко расправился с восставшими. Царевич Демна был казнен. Такая же участь постигла Иоане Орбели. 
Почти весь род Орбели был истреблен, спаслись лишь те, кто находился за пределами Грузии, и кому удалось бежать.

## Период соправления с дочерью

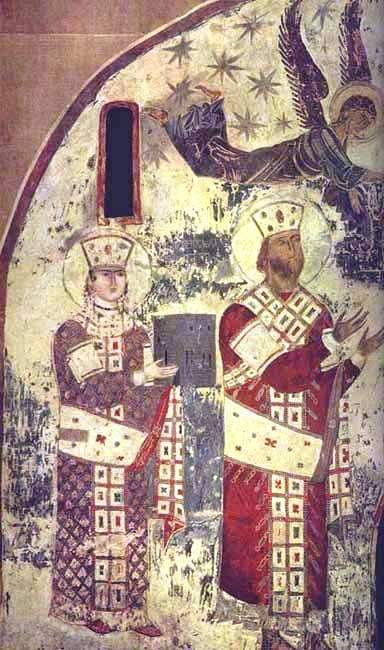
Георгий III и Тамара. Фреска из монастыря Вардзиа

После подавления восстания царь назначил на высокие должности преданных себе людей. У Георгия III не было сыновей, и после его смерти на престол должна была вступить его дочь Тамара. Чтобы избежать трудностей в дальнейшем, царь Георгий решил возвести свою дочь на трон ещё при своей жизни. 
В 1178 году он венчал её на царство в качестве своей соправительницы. С тех пор отец и дочь правили страной совместно. В том же году по инициативе Георгия III и Тамар было созвано собрание, на котором было принято решение о введении высшей меры наказания для воров и бандитов, так как в стране участились грабежи и воровство. Была создана специальная служба «искателей воров». Проведенные мероприятия не преминули сказаться: число грабежей и воровства резко сократилось.

### Выступление церковной знати
После поражения на Руисско-Урбнисском соборе (1103) азнауры снова пробили себе путь к высшим духовным должностям и к концу XII в. добились решающего влияния в церковных делах. Под их нажимом в то время, когда Георгий III был занят подавлением восстания крупных азнауров, был созван церковный собор, потребовавший восстановления иммунитета церкви, то есть освобождения церковного имущества от обложения царскими налогами.
Учитывая положение и считаясь с возросшим влиянием реакционной знати на церковные дела, царь вынужден был удовлетворить требование собора о восстановлении иммунитета церкви.

### Закон против разбойников
В 1179 году царский дарбази (государственный совет) разработал мероприятия, направленные на искоренение усилившегося в стране разбоя.
Вопрос о борьбе с разбойниками стал предметом специального обсуждения на государственном совете. Совет рекомендовал исключительно жесткие меры для искоренения разбоя. Разбойничали в то время главным образом бывшие мдабиуры-воины. Следовательно, закон 1179 года был направлен на защиту интересов господствующего класса, против разорившихся земледельцев, не желавших идти в кабалу к феодалам. Царь, первый из феодалов, исполняя волю своего класса, проводил этот закон в жизнь, сурово карая представителей той социальной прослойки, на которую некогда опиралась царская власть в борьбе с феодальной оппозицией.
Закон 1179 года действовал вплоть до XIII века. Несмотря на жесткие меры, разбой ещё долго не был искоренен.
В 1184 году Георгий III скончался. Его похоронили в Гелатском монастыре.

## Семья
Был женат на царевне Бурдухан, дочери аланского царя Худана, в этом браке родились
- Тамар, царица Грузии
- Русудан, царевна

У царя Георгия была также внебрачная дочь, неизвестная по имени, бывшая замужем за принцем Музафар-Эд-Дином, внуком султана Эрзерума.
По мнению части историков, именно на царе Георгие III Багратиони пресеклось мужское колено истинных Багратидов, поскольку его дочь, Тамара, вышла замуж за Давида-Сослана, предположительно алана по происхождению.Это подтверждают гаплогруппы современных Багратидов, выдающих результат Q1b2b1b2b2-L939